# Ласситер, Рой
Рой Ла́сситер (англ. Roy Lassiter родился 9 марта 1969 в Вашингтоне) — американский футболист, выступавший на позиции нападающего. Он делит рекорд по количеству забитых голов (27) в регулярном чемпионате MLS с Крисом Вондоловски (2012) и Брэдли Райт-Филлипсом (2014).

## Ранние годы
Ласситер родился в Вашингтоне, округ Колумбия, но вырос в городе Роли, штат Северная Каролина, где посещал среднюю школу Атенс Драйв. В это время он зачислялся в символическую команду «Всеамериканский спортсмен». В том же году он вывел свою школьную футбольную команду в чемпионат штата, забив 47 голов (рекорд штата). Он также играл за местный молодёжный клуб, «Роли Юнайтед», который проиграл «Ладжолла Номадс» в Национальном клубном чемпионате Макгуайера 1989 года. В 1989 году Ласситер посещал колледж Лис-Макрей. Затем он перешёл в Университет штата Северная Каролина, где также играл за футбольную команду.

## Карьера игрока
Когда в 1992 году Ласситер залечивал травму, с ним связался представитель клуба чемпионата Коста-Рики, «Турриальба». Как Ласситер вспоминает: 
Я понятия не имею, как они узнали обо мне. Они оплатили мою поездку туда, в то время как я всё ещё восстанавливался после травмы ноги, и я подписал контракт.
 Сезон 1993/94 он провёл в «Кармелите» и после того, как в 1994 году клуб с ним подписал контракт «Алахуэленсе», он стал одним из самых высокооплачиваемых легионеров в Коста-Рике в 1990—2000 года. После сезона 1994/95 Ласситер получил предложения от нескольких мексиканских и европейских клубов, но «Алахуэленсе» предложил Ласситеру $60 тыс. в качестве бонуса, чтобы тот остался с клубом на сезон 1995 года.
В сезоне 1995/96 Ласситер завершил своё пребывание с «Алахуэленсе», став легионером года в чемпионате.
Кроме того, Ласситер в 1996 году перешёл в MLS. В рамках процесса создания новой лиги известные игроки были рассортированы по всем командам лиги для того, чтобы создать начальное справедливое распределение талантов. MLS выделило Ласситера «Тампа-Бэй Мьютини». За ним отправился полузащитник Карлос Вальдеррама, Ласситер пользовался навыками паса колумбийца, благодаря чему забил 27 голов в 1996 году, рекорд, который остаётся непобитым и с тех пор был повторён лишь дважды. Он также отдал четыре результативные передачи, благодаря чему также был лидером по системе 2×гол+пас, и продолжал быть лидером по количеству голов в лиге до 2004 года. «Мьютини» отдал Ласситера в аренду команде из Серии B, «Дженоа», за 1,4 млн долларов, там он играл в течение шести месяцев с октября 1996 года после своего звёздного первого сезона в MLS.
В 1998 году Ласситер был продан «Ди Си Юнайтед» в обмен на Роя Вегерле. Он играл два сезона в округе Колумбия, выиграв Кубок MLS в 1999 году. Ласситер был продан в «Майами Фьюжн» в 2000 году из-за проблем с выплатой зарплаты, оттуда — в «Канзас-Сити Уизардс» в 2001 году, он вернулся в округ Колумбия в середине сезона 2002 года. Он закончил свою карьеру с 88 голами в регулярных сезонах MLS, что являлось рекордом, который в 2004 году превзошёл Джейсон Крайс. Ласситер забил 13 голов в плей-офф MLS и является третьим в этой категории после Карлоса Руиса и Лэндона Донована. Он закончил свою профессиональную карьеру с «Верджиния-Бич Маринерс» в 2003 году, будучи также помощником главного тренера, но сыграл один матч за «Ларедо Хит» из Премьер-лиги развития USL и пару матчей за выставочную команду «Остин Посс» в 2004 году.

## Карьера в сборной
Ласситер был вызван в сборную США в январе 1992 года. Он сыграл свой первый матч, заменив Эрика Виналду в матче против СНГ, правопреемника сборной Советского Союза, США уступили с минимальным счётом. Однако несколько дней спустя на тренировке он сломал ногу в столкновении с Брюсом Мюрреем. В том году он также сыграл свой второй матч за национальную сборную, когда 16 августа заменил Фрэнка Клопаса в матче со Швецией, который также завершился поражением. Два месяца спустя он сыграл в третий раз за сборную, опять же выйдя на замену, на этот раз вместо Роя Вегерле. Ласситер забил победный гол в матче с Саудовской Аравией, итоговый счёт — 4:3. Карьера Ласситера продолжала идти вверх, он сыграл свой первый матч за национальную сборную в стартовом составе в декабре 1996 года и был игроком основы на протяжении большей части 1997 года. В то время как Ласситер регулярно играл за США в 1997 году, в 1998 году его стали выпускать реже, он был включён в качестве альтернативы в список игроков на чемпионат мира. Он сыграл только один матч в 2000 году, который стал для него последним в национальной сборной. Он закончил свою международную карьеру с 30 матчами и 4 голами.

### Голы за сборную США
| #   | Дата            | Место                    | Противник         | Счёт | Результат | Соревнование                            |
| --- | --------------- | ------------------------ | ----------------- | ---- | --------- | --------------------------------------- |
| 01. | 8 октября 1995  | Вашингтон, США           | Саудовская Аравия | 4:3  | 4:3       | Товарищеский матч                       |
| 02. | 14 декабря 1996 | Пало-Алто, США           | Коста-Рика        | 2:0  | 2:1       | Чемпионат мира 1998 (отборочный турнир) |
| 03. | 23 марта 1997   | Сан-Хосе, Коста-Рика     | Коста-Рика        | 2:2  | 3:2       | Чемпионат мира 1998 (отборочный турнир) |
| 04. | 29 июня 1997    | Сан-Сальвадор, Сальвадор | Сальвадор         | 0:1  | 1:1       | Чемпионат мира 1998 (отборочный турнир) |

## Тренерская карьера
Ласситер был техническим директором «Остин Юнайтед Кэпиталс» из одноимённого города штата Техас с 2005 по 2008 год. Он также был техническим директором футбольного клуба «Дриппинг Спрингс» в 2003—2005 годах. Он имеет тренерскую лицензию USSF «А» и Национальную молодёжную тренерскую лицензию, он был техническим директором в области Остина 5 лет. Он также входит в штаб Южного Техаса Региона по Олимпийской программе развития. В 2009 году стал директором по развитию футбольного клуба «Альбион». В 2011 году он был введён в футбольный Зал славы Северной Каролины.

## Достижения
Командные
 «Алахуэленсе»
- Чемпионат Коста-Рики по футболу — 1995/96

 «Ди Си Юнайтед»
- Кубок MLS — 1999
- Лига чемпионов КОНКАКАФ — 1998
- Обладатель MLS Supporters’ Shield — 1996
- Обладатель MLS Supporters’ Shield — 1999
- Обладатель Межамериканского кубка — 1998

Индивидуальные
- Лучший бомбардир MLS — 1996